# مرز کرتاسه–پالئوژن

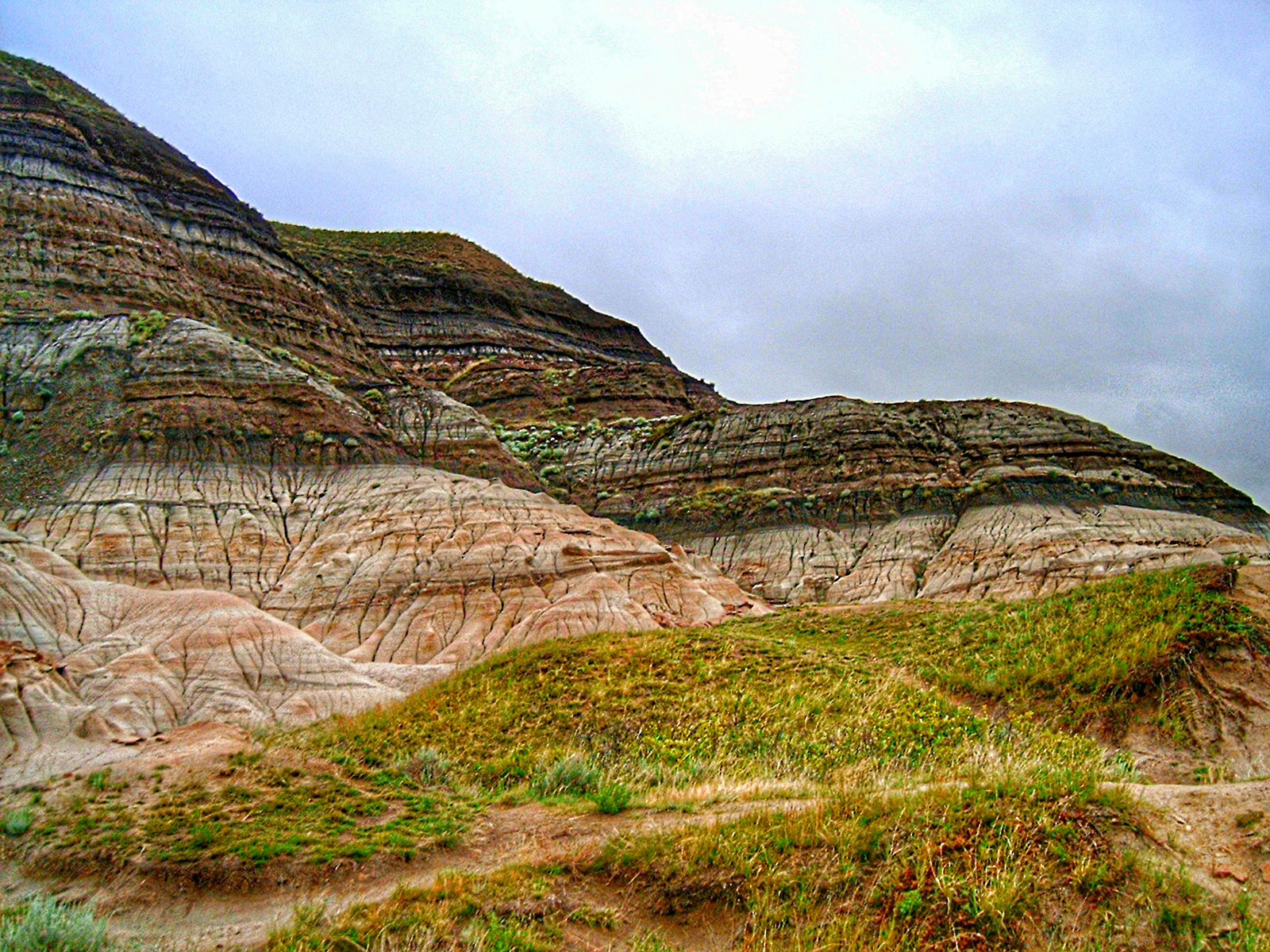
فاصله بین دو دوره در تغییر رنگ این پرتگاه مشخص است

مرز کرتاسه-پالئوژن ، که قبلاً مرز کرتاسه سوم شناخته شده‌است، امضای زمین شناسی است که معمولاً یک گروه نازک سنگ است. اولین حرف از واژه آلمانی Kreide ، اختصار سنتی دوره کرتاسه است و Pg مخفف دوره پالئوژن است.